# C6H4F2
化学式C6H4F2（摩尔质量：114.093 g/mol）可以指以下化合物：
- 二氟苯
  - 1,2-二氟苯（邻二氟苯），CAS号：367-11-3 
  - 1,3-二氟苯（间二氟苯），CAS号：372-18-9 
  - 1,4-二氟苯（对二氟苯），CAS号：540-36-3
- 1,6-二氟-2,4-己二炔，CAS号：1081847-04-2

|  | 这个同类索引页列出了具有相同分子式的化学物（即同分異構體）条目。 除非您是有意链接至本页，否则应将相应条目的内部链接指向正确的条目。 |